# Olivier Hussenot
Olivier Hussenot (10 de agosto de 1913 – 25 de agosto de 1978) fue un actor teatral, cinematográfico y televisivo de nacionalidad francesa.

## Biografía
Nacido en París, Francia, su nombre completo era Olivier Marie André Hussenot-Desenonges. 
Aprendió su oficio a partir de 1931 con los Comédiens Routiers, compañía perteneciente al movimiento de la juventud. Hussenot y sus camaradas aprendieron pantomima, expresión corporal e improvisación. A lo largo de ese período de formación conoció a Jean-Pierre Grenier, con el cual fundó en 1946 la Compagnie Grenier-Hussenot, empresa de producción que hasta 1957 llevó al público algunos de los mayores éxitos del teatro contemporáneo. Rosy Varte, Jean Rochefort, o el grupo Les Frères Jacques, entre otros, debutaron en producciones de Grenier-Hussenot. 
En su faceta de actor cinematográfico, Hussenot encarnó con frecuencia a inspectores o comisarios (La Belle Image, Maigret tend un piège, Nina…), pero su mirada destilaba más comprensión que severidad, como ocurría en Trois Télégrammes, el film que le dio a conocer. Hussenot quedó relegado a hacer papeles de reparto, hasta que llegó su gran oportunidad con Le Dimanche de la vie, que el mismo adaptó a partir de una novela de Raymond Queneau.
Olivier Hussenot falleció en 1978 en Meudon, Boulogne-Billancourt, Francia. Fue enterrado en el Cementerio del Père-Lachaise.
Su autobiografía, Ma vie publique en six tableaux, fue publicada en 1978 por Éditions Denoël.

## Teatro
| - 1938 : Los enredos de Scapin, de Molière, escenografía de Léon Chancerel, Comédiens Routiers - 1945 : Les Gueux au paradis, de Gaston-Marie Mertens, Teatro de los Campos Elíseos - 1948 : L’Étranger au théâtre, de André Roussin, escenografía de Yves Robert, Cabaret La Rose Rouge - 1949 : Les Gaités de l'escadron, de Georges Courteline, escenografía de Jean-Pierre Grenier, Teatro de la Renaissance - 1950 : L’Étranger au théâtre, de André Roussin, escenografía de Yves Robert, Cabaret Chez Gilles - 1952 : Philippe et Jonas, de Irwin Shaw, escenografía de Jean-Pierre Grenier, Teatro de la Gaîté-Montparnasse - 1953 : Les Images d’Épinal, de Albert Vidalie, escenografía de Jean-Pierre Grenier, Cabaret La Fontaine des Quatre-Saisons - 1954 : Responsabilité limitée, de Robert Hossein, escenografía de Jean-Pierre Grenier, Teatro Fontaine - 1954 : L’Amour des quatre colonels, de Peter Ustinov, adaptación de Marc-Gilbert Sauvajon, escenografía de Jean-Pierre Grenier, Teatro Fontaine - 1955 : Les Petites Filles modèles, de Albert Vidalie y Louis Sapin, escenografía de Jean-Pierre Grenier, Cabaret La Fontaine des Quatre-Saisons - 1956 : Nemo, de Alexandre Rivemale, escenografía de Jean-Pierre Grenier, Teatro Marigny - 1956 : L'Hôtel du libre échange, de Georges Feydeau, escenografía de Jean-Pierre Grenier, Teatro Marigny - 1957 : La visita de la anciana dama, de Friedrich Dürrenmatt, escenografía de Jean-Pierre Grenier, Teatro Marigny - 1959 : Les Trois Chapeaux claque, de Miguel Mihura, escenografía de Olivier Hussenot, Teatro de l'Alliance française - 1959 : Le Cœur léger, de Samuel Taylor y Cornelia Otis Skinner, escenografía de Jacques Charon, Théâtre de l'Athénée - 1960 : Las mujeres sabias, de Molière, escenografía de Jean Meyer, Teatro du Palais Royal - 1960 : La Petite Datcha, de Vasiliei Vasil'evitch Chkvarkin, escenografía de René Dupuy, Teatro Daunou - 1961 : Noche de reyes, de William Shakespeare, escenografía de Jean Le Poulain, Théâtre du Vieux-Colombier - 1962 : Las mujeres sabias, de Molière, escenografía de Jean Meyer, Teatro du Palais Royal - 1962 : Architruc, de Robert Pinget, escenografía de Georges Peyrou, Comédie de Paris - 1962 : Trencavel, de Robert Collon, escenografía de Jean Mercure, Teatro Montparnasse | - 1962 : Ève et Line, de Luigi Pirandello, escenografía de Pierre Franck, Théâtre des Bouffes-Parisiens - 1963 : Mary, Mary, de Jean Kerr, escenografía de Jacques-Henri Duval, Teatro Antoine - 1964 : Rebrousse-poil, de Jean-Louis Roncoroni, escenografía de Pierre Fresnay, Teatro de l'Œuvre - 1965 : Version grecque, de Marc-Gilbert Sauvajon, escenografía de Jacques-Henri Duval, Teatro Montparnasse - 1967 : La gaviota, de Antón Chéjov, escenografía de Sacha Pitoëff, Teatro Moderne - 1968 : Dans le vent, de Roger Planchon, escenografía de Roger Planchon, Teatro de la Cité Villeurbanne - 1968 : La Dame de Chicago, de Frédéric Dard, escenografía de Jacques Charon, Teatro des Ambassadeurs - 1968 : Rossignol à dîner, de Josef Topol, escenografía de Dominique Houdart, Teatro Le Kaléidoscope - 1969 : Le Mariage de Figaro, de Beaumarchais, escenografía de Jean Meyer, Teatro des Célestins - 1969 : L'Ascenseur électrique, de Julien Vartet, escenografía de Roland Piétri, Teatro de la Renaissance - 1970 : Et à la fin était le bang, de René de Obaldia, escenografía de Michel de Ré, Festival de Vaison-la-Romaine - 1971 : Romeo y Julieta, de William Shakespeare, escenografía de Marcel Maréchal y Bernard Ballet, Teatro del Odéon - 1971 : La loca de Chaillot, de Jean Giraudoux, escenografía de Michel Fagadau, Festival de Bellac - 1971 : Un songe pour une nuit d'été, de Michel de Ré, escenografía del autor, Festival de Vaison-la-Romaine - 1971 : Turandot ou le Congrès des blanchisseurs, de Bertolt Brecht, escenografía de Georges Wilson, Teatro Nacional Popular y Teatro de Chaillot - 1972 : Santé publique, de Peter Nichols, escenografía de Jean Mercure, Teatro de la Ville - 1972 : Mangeront-ils ?, de Victor Hugo, escenografía de Mario Franceschi, Festival du Marais - 1972 : Identité, de Robert Pinget, escenografía de Yves Gasc, Teatro del Odéon - 1973 : L'Île pourpre, de Mikhaïl Boulgakov, escenografía de Jorge Lavelli, Théâtre de la Ville - 1974 : Sur le fil, de Fernando Arrabal, escenografía de Pierre Constant, Festival de Aviñón - 1976 : Mangeront-ils ?, de Victor Hugo, escenografía de Mario Franceschi, Teatro La Bruyère |

## Filmografía

### Cine
| - 1948 : Les Dieux du dimanche, de René Lucot - 1949 : Le Parfum de la dame en noir, de Louis Daquin - 1949 : Histoires extraordinaires, de Jean Faurez - 1949 : Le Jugement de Dieu, de Raymond Bernard - 1949 : Miquette et sa mère, de Henri-Georges Clouzot - 1949 : La Soif des hommes, de Serge de Poligny - 1950 : La Marie du port, de Marcel Carné - 1950 : Trois Télégrammes, de Henri Decoin - 1950 : Atoll K, de Léo Joannon - 1950 : Fusillé à l'aube, de André Haguet - 1951 : Caroline chérie, de Richard Pottier - 1951 : La Belle Image, de Claude Heymann - 1951 : Le Voyage en Amérique, de Henri Lavorel - 1951 : Monsieur Fabre, de Henri Diamant-Berger - 1951 : Rendez-vous à Grenade, de Richard Pottier - 1952 : Fanfan la Tulipe, de Christian-Jaque - 1952 : Les Dents longues, de Daniel Gélin - 1952 : Le Rideau rouge, de André Barsacq - 1952 : Ouvert contre X, de Richard Pottier - 1952 : Les amours finissent à l'aube, de Henri Calef - 1952 : La Jeune Folle, de Yves Allégret - 1953 : La Vierge du Rhin, de Gilles Grangier - 1954 : Mam'zelle Nitouche, de Yves Allégret - 1954 : Obsession, de Jean Delannoy - 1954 : Après vous duchesse, de Robert de Nesle - 1955 : Frou-Frou, de Augusto Genina - 1955 : Les Grandes Manœuvres, de René Clair - 1955 : Les Hommes en blanc, de Ralph Habib - 1955 : Je suis un sentimental, de John Berry - 1955 : Boulevards de Paris, de Mitchell Leisen - 1956 : La Meilleure Part, de Yves Allégret - 1956 : Milord l'Arsouille, de André Haguet | - 1957 : Pot-Bouille, de Julien Duvivier - 1957 : Maigret tend un piège, de Jean Delannoy - 1958 : The Roots of Heaven, de John Huston - 1958 : Le Train de 8h47, de Jack Pinoteau - 1958 : Nina, de Jean Boyer - 1958 : Les Amants de demain, de Marcel Blistène - 1959 : Une gueule comme la mienne, de Frédéric Dard - 1960 : Crésus, de Jean Giono - 1960 : Les Scélérats, de Robert Hossein - 1961 : Dans l'eau qui fait des bulles, de Maurice Delbez - 1961 : Donnez-moi dix hommes désespérés, de Pierre Zimmer - 1962 : La Vendetta, de Jean Chérasse - 1962 : À fleur de peau, de Claude Bernard-Aubert - 1964 : Les Durs à cuire, de Jack Pinoteau - 1964 : Le Coup de grâce, de Jean Cayrol y Claude Durand - 1964 : Merveilleuse Angélique, de Bernard Borderie - 1965 : Duel à Rio Bravo, de Tullio Demichelli - 1966 : Le Chien fou, de Eddy Matalon - 1967 : Le Dimanche de la vie, de Jean Herman - 1968 : Astérix y Cleopatra, voz - 1968 : La Puce à l'oreille, de Jacques Charon - 1970 : Ils, de Jean-Daniel Simon - 1970 : Macédoine, de Jacques Scandelari - 1970 : L'Escadron Volapuk, de René Gilson - 1972 : Le Sourire vertical, de Robert Lapoujade - 1972 : Pas folle la guêpe, de Jean Delannoy - 1972 : Un meurtre est un meurtre, de Étienne Périer - 1973 : Un nuage entre les dents, de Marco Pico - 1974 : Antoine et Sébastien, de Jean-Marie Périer - 1974 : Pourvu qu'on ait l'ivresse, de Renaldo Bassi - 1978 : La Part du feu de Étienne Périer - 1978 : Les Fabuleuses Aventures du baron de Munchausen (voz) |

### Cortometrajes
- 1946 : Un rigolo, de Georges Chaperot
- 1964 : Elle est à tuer, de Dossia Mage
- 1978 : La Mort d'un vieux, de Xavier Pacull
- 1978 : La Magnitude du bout du monde, de Jean-Claude Boussard

### Televisión
- 1954 : Une enquête de l'inspecteur Grégoire :
  - episodio La Dame de Pont-Saint-Maxence, de Pierre Viallet
  - episodio La Partie de cartes, de Marcel Bluwal
  - episodio Meurtre inutile, de Roger Iglésis
- 1962 : Les Trois Chapeaux claques, de Jean-Pierre Marchand
- 1964 : Les Beaux Yeux d'Agatha, de Bernard Hecht
- 1964 : L'Abonné de la ligne U, de Yannick Andréi
- 1965 : Le Bonheur conjugal, de Jacqueline Audry
- 1966 : La Trompette de la Bérésina, de Jean-Paul Carrère
- 1970 : Le fauteuil hanté, de Pierre Bureau
- 1973 : Joseph Balsamo, de André Hunebelle
- 1974 : Le deuil sied à Électre, de Maurice Cazeneuve
- 1974 : Jean Pinot, médecin d'aujourd'hui, de Michel Fermaud

## Radio
- 1937 : Les Aventures de Lududu, RTL